# 慶州市
庆州市（韩语：／ Gyeongju si），古称徐罗伐、金城，是大韩民国庆尚北道的市。古代新罗王国首都金城在此地。慶尚道中的「慶」即出於本市。现在是韩国主要观光城市。石窟庵与佛国寺和庆州历史区均列入世界遗产名录。全市面积1,323.85平方公里，人口280,092人（2004年）。

## 地理
庆州市区四面环山，又有河水汇流环绕，风光秀丽。东面于日本海（韩方称东海）。

## 歷史
庆州原来是辰韩12国中的斯卢国，後发展为新罗国。新罗在唐朝的助力之下，获得了百济全境和高句丽大同江以南的土地，定都金城。自新羅建國之初（公元前57年）至滅亡（935年）的992年間，慶州一直是新羅的首都。
至高麗時代，高麗太祖王建改称金城为庆州、東京。1931年庆州面升级為庆州邑。1955年庆州邑升级为庆州市。1983年庆州市和庆州郡合并。同年，石窟庵与佛国寺列入世界遗产名录。1995年，庆州历史区作为另一项文化遗产也列入世界遗产名录。
2016年慶州地震發生於該市附近，是朝鮮半島1978年起有記錄以來规模最大的地震。
2025年9月將舉行第32屆亞太經濟合作組織領導人非正式會議。

## 行政区域

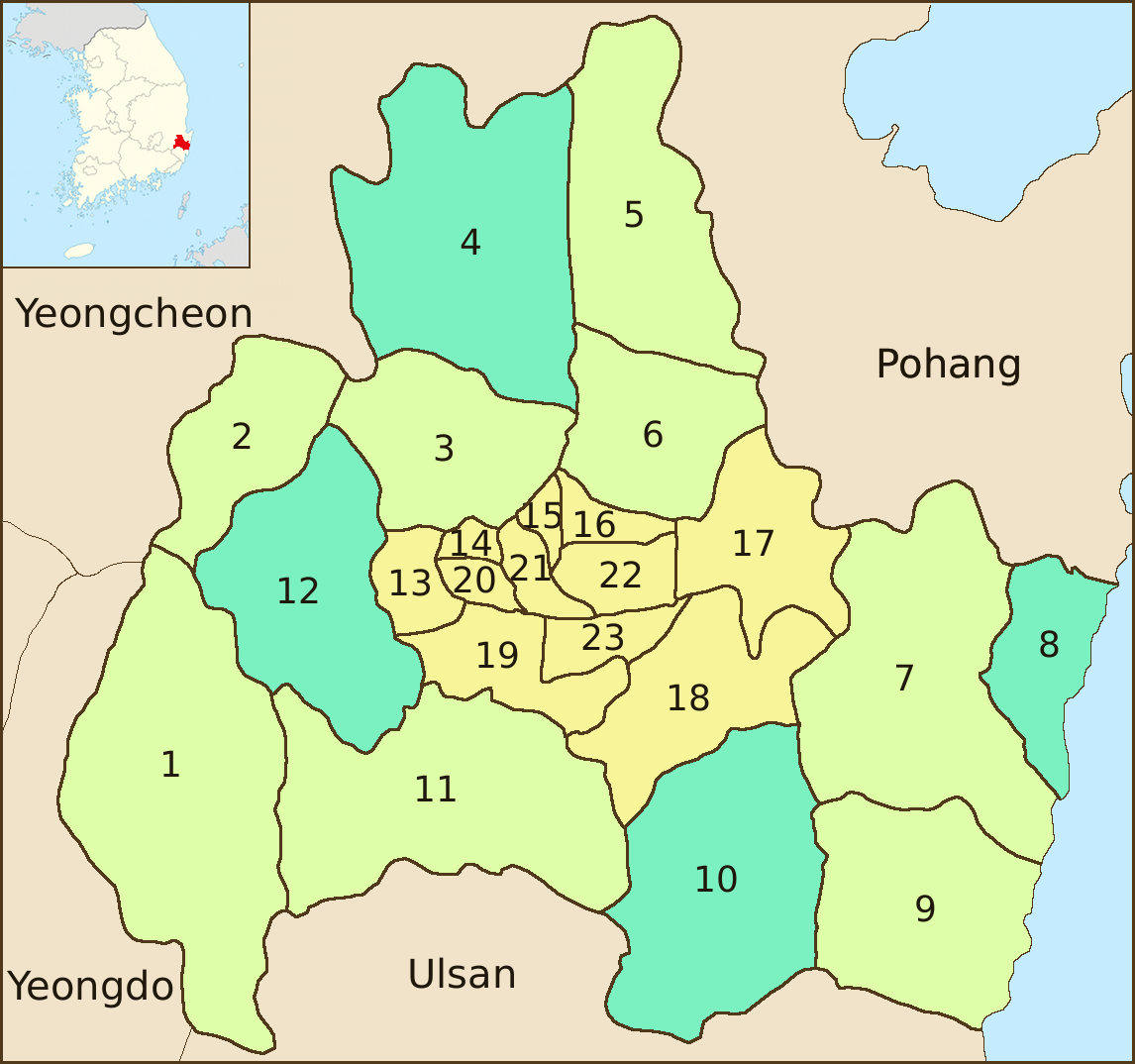

Template:庆州市行政区划

## 旅遊
佛国寺是庆州地区最大的佛教寺庙，富丽堂皇，精美绝伦，被韩国政府定为第1号历史遗迹。主要遗迹还有石窟庵，芬皇寺石塔，新罗太宗武烈王陵碑，瞻星台和大陵园。国立慶州博物馆展示宝贵古代遗物。每年九月，韩国都要在这里举行「新罗文化节」。

## 姊妹城市
- 日本奈良縣，奈良市（1970年4月15日）
- 日本福井縣，小濱市（1977年2月13日）
- 意大利，龐培城（1985年10年14日）
- 法国，凡爾賽市（1987年4月15日）
- 美国加利福尼亚州，英格爾伍德（1990年12月11日）
- 中華人民共和國江蘇省，揚州（2008年11月25日）
- 中華人民共和國陝西省，西安（1994年11月18日）
- 中華人民共和國河南省，焦作（2012年11月5日）
- 中華人民共和國安徽省，池州（2015年10月22日）[3]
- 中華民國，台南市（2024年2月23日）[4]

## 外部連結
- 慶州市政府 （页面存档备份，存于）官方網站（英文）（日語）（简体中文）
- 慶州市的Facebook專頁
- 慶州市的X（前Twitter）
- 慶州市政府 （页面存档备份，存于）的Naver部落格
- 国立庆州博物馆官方网站（英文）（日語）（简体中文）